# Lespugue
Lespugue ist eine französische Gemeinde mit 79 Einwohnern (Stand 1. Januar 2022) im Département Haute-Garonne in der Region Okzitanien (zuvor Midi-Pyrénées). Die Einwohner werden als Lespuguais bezeichnet.

## Geographie
Das Gemeindegebiet wird von der Save und ihrem Zufluss Seygouade tangiert. Umgeben wird Lespugue von den vier Nachbargemeinden:
|            | Blajan                                      |         |
| Montmaurin | Kompassrose, die auf Nachbargemeinden zeigt | Charlas |
|            | Sarremezan                                  |         |

## Bevölkerungsentwicklung

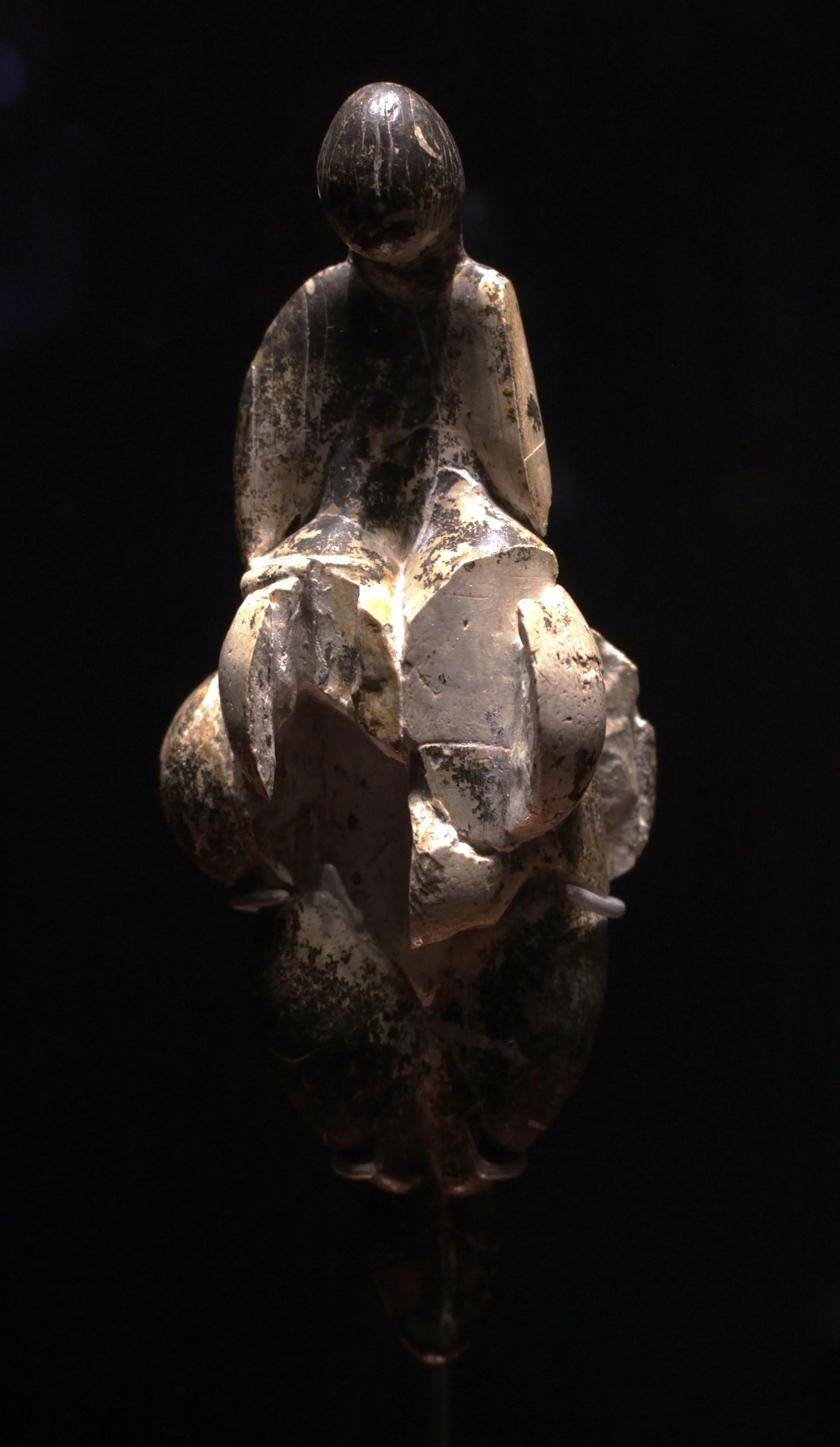
Venus von Lespugue, Musée de l’Homme

| Jahr                      | 1962 | 1968 | 1975 | 1982 | 1990 | 1999 | 2006 | 2012 | 2016 | 2019 |
| ------------------------- | ---- | ---- | ---- | ---- | ---- | ---- | ---- | ---- | ---- | ---- |
| Einwohner                 | 135  | 137  | 108  | 107  | 84   | 83   | 77   | 76   | 80   | 83   |
| Quelle: Cassini und INSEE |      |      |      |      |      |      |      |      |      |      |

## Sehenswürdigkeiten
- Kirche Saint-Macaire
- Ruine der Burg, erbaut im 14. Jahrhundert

Siehe auch: Liste der Monuments historiques in Lespugue